# Laurens de Graaf
Laurens Cornelis Boudewijn de Graaf o Laurent de Graff (Dordrecht, Provincias Unidas de los Países Bajos, ca. 1653 - Mobile, Luisiana francesa 1704) fue un filibustero neerlandés, también conocido como Lorencillo por su baja estatura o El Griffe, Gesel van de West (Azote del occidente en el idioma neerlandés). 
Antiguo guardacostas al servicio de España, desertó de su servicio y se lanzó al filibusterismo. Fue un verdadero azote para Yucatán, Tabasco, Veracruz y Campeche, en especial para la ciudad de San Francisco de Campeche, que atacó en varias ocasiones destruyéndola e incendiándola, destacando el terrible ataque del 7 de julio de 1685.

## Biografía

### Ataque a Veracruz
Es un artillero de la Armada Española que combatía a los filibusteros. Fue abordado por dos naves corsarias, cuyos capitanes le ofrecieron que se uniera a los filibusteros y así le perdonarían la vida. El más destacado de sus asaltos fue el realizado a Veracruz, en compañía de Michel de Grammont y con Van Hoorn cuando unieron fuerzas. El 17 de mayo de 1683, aparecieron en el horizonte del Puerto de Veracruz, formado por 2 barcos muy grandes que habían capturado previamente a los españoles y que sirvieron como señuelo, 5 barcos grandes, 8 barcos de menor tamaño y con 1300 piratas, invadieron el puerto de manera sigilosa por la costa con un grupo pequeño de hombres los cuales se dividieron y comenzaron a asaltar y secuestrar a los ciudadanos. Otros se dedicaron a eliminar las fortalezas españolas del puerto y maniatar a la guarnición defensiva de la ciudad. Van Hoorn por tierra, se unió a De Graaf y atacó a la ciudad. A la media noche de ese día, seiscientos hombres más tomaron y asaltaron el puerto. Después de la captura y el secuestro de más de 6 mil ciudadanos, incluyendo mujeres y niños, a los que mantuvo encerrados dentro de las iglesias negando alimentos y agua por tres días y tres noches, hasta el 22 de mayo. Muchos de estos pobladores sufrieron diversos tipos de torturas y muchas de las mujeres fueron violadas por la turba de piratas los cuales colocaron un barril de pólvora en la puerta del templo que amenazaban con hacer estallar si los prisioneros no entregaban los supuestos tesoros escondidos. La mañana del sábado 22 de mayo,  “Lorencillo” hizo salir de la Catedral a los prisioneros y los trasladó a la Isla de los Sacrificios. Tomó como rehenes a los funcionarios y el resto, a punta de golpes y palos, fueron obligados a cargar el cuantioso botín, empresa que duró hasta el 30 de mayo. El 1° de junio, “Lorencillo” levó anclas, desplegó velas y se hizo a la mar. Dejó tras él cuatrocientos muertos, además de miseria y desolación.

### Ataque a Campeche
De Graaff fue visto a continuación en la Isla de Pinos presidiendo una reunión de bucaneros. Después de su partida, dirigió otra incursión hacia Campeche. Los piratas atacaron el 6 de julio de 1685. Después de una prolongada batalla, los españoles huyeron de la ciudad, dejando a los piratas con una ciudad desprovista de botín. La duración de la batalla y la demora en el ataque habían permitido a los residentes trasladar sus bienes. Después de dos meses en la ciudad, los piratas, al no conseguir un rescate,  comenzaron a quemar la ciudad y ejecutar a los prisioneros. Una vez más, De Graaf intervino para detener la violencia contra los rehenes. Los piratas partieron de Campeche en septiembre de 1685, llevándose a muchos prisioneros para pedir rescate. 
Los piratas se separaron y De Graaff huyó de una flota española superior frente a Yucatán . Después de una batalla de un día con dos barcos españoles más grandes, escapó arrojando toda la carga y los cañones por la borda para aligerar su barco. En febrero de 1686, los españoles llevaron a cabo una redada en la plantación de Graaff en Saint Dominque. En represalia, De Graaff allanó Tihosuco, donde los bucaneros saquearon e incendiaron edificios. Al regresar a Petit-Goâve, De Graaf destrozó su barco mientras perseguía una barca española. No obstante, se las arregló para tomar la barca con solo el bote largo de su barco. 
También atacó y saqueó muchos pueblos de la Chontalpa tabasqueña en varias ocasiones en que incursionó por la barra de Dos Bocas llegando hasta las poblaciones de Xalpa y Cunduacán las que saqueó en repetidas ocasiones, siendo las más devastadoras las ocurridas en 1680 y 1688, lo que obligó a que en este último año se iniciara una fuerte disgregación de los pueblos de esta región hacia zonas más seguras en la sierra, convirtiéndose en un personaje temible en toda la región de Tabasco.
Por su educación como marino tuvo grandes desavenencias con Nicolas van Horn y Michel de Grandmont, filibusteros que trataban con gran crueldad a sus prisioneros. En julio de 1685, por su asalto a Campeche, entonces parte de la provincia de Yucatán, recibió el título de caballero. Fue lugarteniente en Saint-Domingue. Participó en la ocupación francesa de la Luisiana en 1699. Vivió como granjero en Mobile, lugar en donde murió en 1704.

### Valladolid, Yucatán
Se dice que en algún momento del siglo XVII fue hecho prisionero y retenido en el Convento de San Bernardino de Siena en el poblado de Valladolid, en el actual estado mexicano de Yucatán.